# Maqiao, Zhejiang
Maqiao är en köpinghuvudort i Kina. Den ligger i provinsen Zhejiang, i den östra delen av landet, omkring 56 kilometer nordost om provinshuvudstaden Hangzhou. Antalet invånare är 37 189. Befolkningen består av 18 255 kvinnor och 18 934 män. Barn under 15 år utgör 11,0 %, vuxna 15-64 år 78 %, och äldre över 65 år 9,0 %.
Runt Maqiao är det tätbefolkat, med 613 invånare per kvadratkilometer. Närmaste större samhälle är Wangdian, 17,8 km norr om Maqiao. Trakten runt Maqiao består till största delen av jordbruksmark.
Genomsnittlig årsnederbörd är 1 912 millimeter. Den regnigaste månaden är juni, med i genomsnitt 316 mm nederbörd, och den torraste är november, med 74 mm nederbörd.